# Sykies
Sykies (griechisch Συκιές [siˈkʲɛs] (f. pl.), Katharevousa Sykee Συκέαι) ist ein Stadtteil Thessalonikis, gehört allerdings politisch zur unabhängigen Gemeinde Neapoli-Sykies in der Region Zentralmakedonien, als dessen Gemeindesitz es fungiert.
Sykies wurde als unabhängige Landgemeinde (kinotita) 1934 geschaffen und 1954 zur Stadtgemeinde (dimos) erhoben. 2010 wurde diese Gemeinde mit Neapoli, Agios Pavlos und Pefka zu Neapoli-Sykies verschmolzen. Die vier ehemaligen Gemeinden bilden die Gemeindebezirke der neuen Gemeinde.
Bei der Volkszählung 2001 betrug die Einwohnerzahl 41.726, 2011 wurden nur noch 37.753 tatsächliche Einwohner in Sykies ermittelt. Auf 7,982 km² Fläche der Stadt bezogen resultiert eine hohe Bevölkerungsdichte von 4730 Einwohnern pro Quadratkilometer. Von Nordosten nach Südosten passiert der Innenring Thessaloniki die Stadt.